# Chefchaouen (provincie)
Chefchaouen (ⴰⵛⵛⴰⵡⴻⵏ in het Tamazight) is een provincie in de Marokkaanse regio Tanger-Tétouan.
Chefchaouen telt 524.602 inwoners op een oppervlakte van 435 km².

## Bestuurlijke indeling
De provincie is bestuurlijk als volgt ingedeeld:

| Name              | Geografische code | Type                | Huishoudens | Inwoners (2004) | Buitenlanders | Marokkanen | Opmerkingen                                                                                       |
| ----------------- | ----------------- | ------------------- | ----------- | --------------- | ------------- | ---------- | ------------------------------------------------------------------------------------------------- |
| Chefchaouen       | 151.01.01.        | Gemeente            | 7739        | 35709           | 58            | 35651      |                                                                                                   |
| Amtar             | 151.03.01.        | Landelijke gemeente | 1459        | 10038           | 0             | 10038      |                                                                                                   |
| Bab Berred        | 151.03.03.        | Landelijke gemeente | 3879        | 23239           | 0             | 23239      | 5043 inwoners woonde in het centrum, genaamd Bab Berred; 18196 inwoners woonde op het platteland. |
| Bni Ahmed Cherqia | 151.03.05.        | Landelijke gemeente | 2021        | 10365           | 1             | 10364      |                                                                                                   |
| Bni Ahmed Gharbia | 151.03.07.        | Landelijke gemeente | 2286        | 12923           | 1             | 12922      |                                                                                                   |
| Bni Rzine         | 151.03.09.        | Landelijke gemeente | 2630        | 19585           | 0             | 19585      |                                                                                                   |
| Bni Smih          | 151.03.11.        | Landelijke gemeente | 2109        | 15577           | 0             | 15577      |                                                                                                   |
| Iounane           | 151.03.13.        | Landelijke gemeente | 3085        | 23132           | 0             | 23132      |                                                                                                   |
| Mansoura          | 151.03.15.        | Landelijke gemeente | 2664        | 16559           | 0             | 16559      |                                                                                                   |
| M'Tioua           | 151.03.17.        | Landelijke gemeente | 1867        | 12076           | 0             | 12076      | 2984 inwoners woonde in het centrum, genaamd Jebha; 9092 inwoners woonde op het platteland.       |
| Ouaouzgane        | 151.03.19.        | Landelijke gemeente | 2279        | 16075           | 0             | 16075      |                                                                                                   |
| Oued Malha        | 151.03.21.        | Landelijke gemeente | 1974        | 12088           | 0             | 12088      |                                                                                                   |
| Tamorot           | 151.03.23.        | Landelijke gemeente | 3581        | 24541           | 0             | 24541      |                                                                                                   |
| Bab Taza          | 151.05.01.        | Landelijke gemeente | 4544        | 28549           | 0             | 28549      | 4006 inwoners woonde in het centrum, genaamd Bab Taza; 24543 inwoners woonde op het platteland.   |
| Bni Darkoul       | 151.05.03.        | Landelijke gemeente | 1888        | 11706           | 0             | 11706      |                                                                                                   |
| Bni Faghloum      | 151.05.05.        | Landelijke gemeente | 1603        | 9951            | 0             | 9951       |                                                                                                   |
| Bni Salah         | 151.05.07.        | Landelijke gemeente | 1384        | 9662            | 0             | 9662       |                                                                                                   |
| Derdara           | 151.05.09.        | Landelijke gemeente | 1644        | 10762           | 0             | 10762      |                                                                                                   |
| Fifi              | 151.05.11.        | Landelijke gemeente | 1312        | 7720            | 0             | 7720       |                                                                                                   |
| Laghdir           | 151.05.13.        | Landelijke gemeente | 1278        | 7077            | 0             | 7077       |                                                                                                   |
| Tanaqoub          | 151.05.15.        | Landelijke gemeente | 1157        | 7219            | 0             | 7219       |                                                                                                   |
| Bni Bouzra        | 151.07.01.        | Landelijke gemeente | 2245        | 15254           | 0             | 15254      |                                                                                                   |
| Bni Mansour       | 151.07.03.        | Landelijke gemeente | 2468        | 18542           | 0             | 18542      |                                                                                                   |
| Bni Selmane       | 151.07.05.        | Landelijke gemeente | 3090        | 23396           | 0             | 23396      |                                                                                                   |
| Steha             | 151.07.07.        | Landelijke gemeente | 1695        | 10637           | 0             | 10637      |                                                                                                   |
| Talambote         | 151.07.09.        | Landelijke gemeente | 1465        | 10659           | 0             | 10659      |                                                                                                   |
| Tassift           | 151.07.11.        | Landelijke gemeente | 1193        | 8139            | 0             | 8139       |                                                                                                   |
| Tizgane           | 151.07.13.        | Landelijke gemeente | 1883        | 11711           | 1             | 11710      |                                                                                                   |
| Ain Beida         | 151.09.01.        | Landelijke gemeente | 2193        | 11851           | 0             | 11851      |                                                                                                   |
| Asjen             | 151.09.03.        | Landelijke gemeente | 2497        | 13113           | 0             | 13113      |                                                                                                   |
| Brikcha           | 151.09.05.        | Landelijke gemeente | 2192        | 10999           | 0             | 10999      | 1510 inwoners woonde in het centrum, genaamd Brikcha; 9489 inwoners woonde op het platteland.     |
| Kalaat Bouqorra   | 151.09.07.        | Landelijke gemeente | 2846        | 15165           | 0             | 15165      |                                                                                                   |
| Moqrisset         | 151.09.09.        | Landelijke gemeente | 2135        | 10864           | 1             | 10863      | 1680 inwoners woonde in het centrum, genaamd Moqrisset; 9184 inwoners woonde op het platteland.   |
| Zoumi             | 151.09.11.        | Landelijke gemeente | 7743        | 39719           | 1             | 39718      | 3830 inwoners woonde in het centrum, genaamd Zoumi; 35889 inwoners woonde op het platteland.      |

Ben Slimane · Khouribga · Settat · El Jadida · Safi · Boulmane · Fez · Moulay Yacoub · Sefrou · Kénitra · Sidi Kacem · Casablanca · Médiouna · Mohammedia · Nouaceur · Assa-Zag · Guelmim · Tan-Tan · Tata · Boujdour · Es-Semara · Lâayoune · Al Haouz · Chichaoua · Essaouira · Kelâat Es-Sraghna · Marrakech · Al Ismaïlia · El Hajeb · Errachidia · Ifrane · Khénifra · Meknès · Berkane · Figuig · Jerada · Driouch · Nador · Oujda-Angad · Taourirt · Aousserd · Oued ed Dahab · Khémisset · Rabat · Salé · Skhirat-Témara · Agadir-Ida-Ou-Tanane · Inezgane-Aït Melloul · Chtouka-Aït Baha · Ouarzazate · Taroudant · Tiznit · Zagora · Azilal · Béni-Mellal · Chefchaouen · Fahs-Bni Mkada · Larache · Tanger-Asilah · Tétouan · Al Hoceima · Taounate · Taza